# トムヤンティ
トムヤンティ（Tomyanti、1937年 - 2021年9月13日）は、タイ王国の作家、本名ウィモン・シリパイブーン。

## 人物・来歴
バンコクに生まれ、タンマサート大学の法学部に入学したのち商学部に転部し、名門セント・ヨセフ・コンベント校の教師となって大学を中退する。幼少の頃から母親に読書の手ほどきを受け、14歳の頃に短編を書き始めて雑誌に掲載された。19歳で初の長編小説を書き、その後、教職を辞して職業作家の道に入る。
1969年、第二次世界大戦末期のバンコクを舞台に、日本海軍大尉・小堀とタイ人女性の悲恋を描いた小説『メナムの残照』（原題『クーカム』）を発表。映画やドラマで繰り返し映像化された。政治にも関与し、民主化を求める学生らが武力弾圧された1976年10月の虐殺事件では、学生らを批判した。
『メナムの残照』は雑誌『シー・サヤーム』（麗しのシャム）に1965年から連載の形で掲載され、1969年に初版が上梓された。トムヤンティは膨大な恋愛長編小説を出版しており、『メナムの残照』はその一つにすぎない。
2021年9月に死去。84歳没。

## 日本語訳
- 『メナムの残照』西野順治郎訳. 角川文庫, 1978.8 （完全版）大同生命国際文化基金, 1987.12